# Super 10 Series
Il Super 10 fu una competizione di club di rugby a 15 dell'Emisfero Sud; tenutasi tra il 1993 e il 1995, si disputava tra nove squadre di club provenienti da Australia, Nuova Zelanda e Sudafrica più una selezione nazionale tra Figi, Samoa e Tonga, decisa dalla vittoria nel Pacific Trination, competizione annuale disputata tra le tre citate squadre.
Nel 1996 fu sostituita dal Super 12 organizzato dalla SANZAR.

## Storia
Durante gli anni '80 le federazioni di Australia e Nuova Zelanda organizzavano dei confronti tra le provincie e in questa direzione, nel 1986, fu istituito il South Pacific Championship a cui partecipava anche una selezione di Figi. A questa esperienza seguì il Super 6.
Nel 1991, la fine dell'apartheid riammise il Sudafrica nello sport internazionale, ci fu l'opportunità allargare la competizione anche alle migliori squadre provinciali del Sudafrica. Il canale Top Sport della South African Broadcasting Corporation si impegnò in una sponsorizzazione triennale della competizione, consentendone il lancio. Il formato del torneo vide confrontarsi dieci squadre divise in due gironi: quattro neozelandesi provenienti dal National Provincial Championship, tre sudafricane dalla Currie Cup, due selezioni australiane Queensland e Nuovo Galles del Sud e la vincitrice del Pacific Tri-Nations.
Le tre edizioni videro due affermazioni di Queensland e una di Transvaal nell'edizione inaugurale.
L'avvento del professionismo nel rugby, nell'agosto 1995, portò ad una riorganizzazione della competizione. Nasce la SANZAR, una partnership tra le federazioni di Sudafrica, la Nuova Zelanda e la Australia, e in collaborazione con Rupert Murdoch diedero vita al Super 12.

## Albo d'oro
| Stagione | Campione   | Risultato | Finalista |
| -------- | ---------- | --------- | --------- |
| 1993     | Transvaal  | 20 - 17   | Auckland  |
| 1994     | Queensland | 21 - 10   | Natal     |
| 1995     | Queensland | 30 - 16   | Transvaal |

## Super 10 1993

### Squadre partecipanti

#### Australia
- Queensland
- N. Galles del Sud

#### Nuova Zelanda
- Auckland
- Waikato
- North Harbour
- Otago

#### Sudafrica
- Northern Transvaal
- Transvaal
- Natal

#### Pacific Tri-Nations
- Samoa Occidentali

### Fase a gironi

#### Risultati
|           | Risultati Girone A      |       |
| --------- | ----------------------- | ----- |
| 3-4-1993  | Otago — Auckland        | 22-63 |
| 4-4-1993  | Samoa Occ. — Queensland | 27-19 |
| 16-4-1993 | Queensland — Auckland   | 21-22 |
| 17-4-1993 | Natal — Samoa Occ.      | 56-13 |
| 24-4-1993 | Auckland — Samoa Occ.   | 18-10 |
| 24-4-1993 | Otago — Natal           | 13-35 |
| 30-4-1993 | Auckland — Natal        | 22-6  |
| 1-5-1993  | Queensland — Otago      | 20-8  |
| 8-5-1993  | Natal — Queensland      | 32-15 |
| 8-5-1993  | Samoa Occ. — Otago      | 30-20 |

|           | Risultati Girone B                   |       |
| --------- | ------------------------------------ | ----- |
| 3-4-1993  | Waikato — North Harbour              | 29-24 |
| 4-4-1993  | Northern Transvaal — Transvaal       | 22-42 |
| 17-4-1993 | New South Wales — Waikato            | 17-13 |
| 17-4-1993 | Transvaal — North Harbour            | 39-13 |
| 23-4-1993 | Northern Transvaal — New South Wales | 45-20 |
| 24-4-1993 | Transvaal — Waikato                  | 30-15 |
| 1-5-1993  | North Harbour — New South Wales      | 16-17 |
| 1-5-1993  | Waikato — Northern Transvaal         | 18-28 |
| 7-5-1993  | North Harbour — Northern Transvaal   | 29-14 |
| 8-5-1993  | New South Wales — Transvaal          | 3-10  |

#### Classifica girone A
|  |    | Squadra           | G | V | N | P | PF  | PS  | P±  | B | Pt |
|  | -- | ----------------- | - | - | - | - | --- | --- | --- | - | -- |
|  | 1. | Auckland          | 4 | 4 | 0 | 0 | 125 | 59  | 66  | 0 | 16 |
|  | 2. | Natal             | 4 | 3 | 0 | 1 | 129 | 63  | 66  | 0 | 12 |
|  | 3. | Samoa Occidentali | 4 | 2 | 0 | 2 | 80  | 113 | −33 | 0 | 8  |
|  | 4. | Queensland        | 4 | 1 | 0 | 3 | 75  | 89  | −14 | 1 | 5  |
|  | 5. | Otago             | 4 | 0 | 0 | 4 | 63  | 148 | −85 | 0 | 0  |

#### Classifica girone B
|  |    | Squadra            | G | V | N | P | PF  | PS  | P±  | B | Pt |
|  | -- | ------------------ | - | - | - | - | --- | --- | --- | - | -- |
|  | 1. | Transvaal          | 4 | 4 | 0 | 0 | 121 | 53  | 68  | 0 | 16 |
|  | 2. | N. Galles del Sud  | 4 | 2 | 0 | 2 | 57  | 84  | −27 | 1 | 9  |
|  | 3. | Northern Transvaal | 4 | 2 | 0 | 2 | 109 | 109 | 0   | 0 | 8  |
|  | 4. | North Harbour      | 4 | 1 | 0 | 3 | 82  | 99  | −17 | 2 | 6  |
|  | 5. | Waikato            | 4 | 1 | 0 | 3 | 75  | 99  | −24 | 1 | 5  |

### Finale
| Arbitro: | Freek Burger |

| |              | |
| 30’, 60’ U. Schmidt 67’ F. Pienaar | mt           | 40’ V. Tuigamala 56’ L. Stensness |
| 30’ Van Rensburg | tr           | 40’, 56’ G. Fox |
| 38’ Van Rensburg | c.p.         | 44’ G. Fox |
| T. Pienaar 15 P. Hendriks 14 B. Fourie 13 J. Mulder 12 C. Dirks 11 H. le Roux 10 J. Roux 9 D. Lötter 8 I. Macdonald 7 F. Pienaar 6 H. Strydom 5 K. Wiese 4 J. le Roux 3 U. Schmidt 2 B. Swart 1 | Formazioni   | · 15 S. Howarth · 14 T. Wright · 13 E. Clarke · 12 L. Stensness · 11 V. Tuigamala · 10 G. Fox · 9 N. Nu'uali'itia · 8 M. Jones · 7 M. Carter · 6 B. Jackson · 5 R. Fromont · 4 R. Brooke · 3 O. Brown · 2 S. Fitzpatrick · 1 C. Dowd |
| | Sostituzioni | · Z. Brooke |

## Super 10 1994

### Squadre partecipanti

#### Australia
- Queensland
- N. Galles del Sud

#### Nuova Zelanda
- Auckland
- Otago
- Waikato
- North Harbour

#### Sudafrica
- Transvaal
- Natal
- Eastern Province

#### Pacific Tri-Nations
- Samoa Occidentali

### Fase a gironi

#### Risultati
|           | Risultati Girone A               |       |
| --------- | -------------------------------- | ----- |
| 31-3-1994 | Transvaal — Eastern Province     | 35-15 |
| 9-4-1994  | Eastern Province — Queensland    | 10-41 |
| 9-4-1994  | Transvaal — Otago                | 44-19 |
| 16-4-1994 | Eastern Province — North Harbour | 21-31 |
| 16-4-1994 | Otago — Queensland               | 24-18 |
| 22-4-1994 | Queensland — Transvaal           | 21-10 |
| 25-4-1994 | North Harbour — Otago            | 23-19 |
| 30-4-1994 | North Harbour — Transvaal        | 19-6  |
| 30-4-1994 | Otago — Eastern Province         | 57-24 |
| 7-5-1994  | Queensland — North Harbour       | 13-10 |

|           | Risultati Girone B           |       |
| --------- | ---------------------------- | ----- |
| 3-4-1994  | Waikato — New South Wales    | 16-43 |
| 9-4-1994  | Auckland — Waikato           | 27-10 |
| 10-4-1994 | New South Wales — Samoa Occ. | 25-23 |
| 16-4-1994 | Natal — New South Wales      | -     |
| 16-4-1994 | Samoa Occ. — Waikato         | 32-16 |
| 22-4-1994 | Auckland — Samoa Occ.        | 13-15 |
| 23-4-1994 | Waikato — Natal              | 24-30 |
| 30-4-1994 | Samoa Occ. — Natal           | 26-48 |
| 1-5-1994  | New South Wales — Auckland   | 22-19 |
| 7-5-1994  | Natal — Auckland             | 14-12 |

#### Classifica girone A
|  |    | Squadra          | G | V | N | P | PF  | PS  | P±  | B | Pt |
|  | -- | ---------------- | - | - | - | - | --- | --- | --- | - | -- |
|  | 1. | Queensland       | 4 | 3 | 0 | 1 | 93  | 54  | 39  | 1 | 13 |
|  | 2. | North Harbour    | 4 | 3 | 0 | 1 | 83  | 59  | 24  | 1 | 13 |
|  | 3. | Otago            | 4 | 2 | 0 | 2 | 119 | 109 | 10  | 1 | 9  |
|  | 4. | Transvaal        | 4 | 2 | 0 | 2 | 95  | 74  | 21  | 0 | 8  |
|  | 5. | Eastern Province | 4 | 0 | 0 | 4 | 70  | 164 | −94 | 0 | 0  |

#### Classifica girone B
|  |    | Squadra           | G | V | N | P | PF | PS  | P±  | B | Pt |
|  | -- | ----------------- | - | - | - | - | -- | --- | --- | - | -- |
|  | 1. | Natal             | 4 | 4 | 0 | 0 | 92 | 62  | 30  | 0 | 16 |
|  | 2. | N. Galles del Sud | 4 | 3 | 0 | 1 | 90 | 58  | 32  | 0 | 12 |
|  | 3. | Samoa Occidentali | 4 | 2 | 0 | 2 | 96 | 102 | −6  | 1 | 9  |
|  | 4. | Auckland          | 4 | 1 | 0 | 3 | 71 | 61  | 10  | 3 | 7  |
|  | 5. | Waikato           | 4 | 0 | 0 | 4 | 66 | 132 | −66 | 1 | 1  |

### Finale
| Arbitro: | Glen Wahlstrom |

| |              | |
| x’ C. van der Westhuizen | mt           | x’ B. Lea x’ S. Scott-Young |
| x’ A. Joubert | tr           | x’ M. Lynagh |
| x’, x’ A. Joubert | c.p.         | x’, x’ M. Lynagh |
| | drop         | x’ M. Lynagh |
| · A. Joubert 15 · C. van der Westhuizen 14 · P. Müller 13 · J. Thomson 12 · J. Small 11 · H. Honiball 10 · R. du Preez 9 · G. Teichmann 8 · A. Blakeway 7 · W. Bartmann 6 · S. Atherton 5 · J. Slade 4 · A. Garvey 3 · J. Allan 2 · G. Kebble 1 | Formazioni   | · 15 M. Pini · 14 D. Smith · 13 J. Little · 12 T. Horan · 11 B. Lea · 10 M. Lynagh · 9 P. Slattery · 8 S. Scott-Young · 7 I. Tabua · 6 D. Wilson · 5 R. McCall · 4 G. Morgan · 3 A. Skeggs · 2 M. Foley · 1 C. Lillicrap |
| · A. Marinos · S. Payne | Sostituzioni | · P. Carozza · A. Herbert · J. Eales |

## Super 10 1995

### Squadre partecipanti

#### Australia
- Queensland
- N. Galles del Sud

#### Nuova Zelanda
- Auckland
- North Harbour
- Canterbury
- Otago

#### Sudafrica
- Transvaal
- Free State
- Western Province

#### Pacific Tri-Nations
- Tonga

### Fase a gironi

#### Risultati
|           | Risultati Girone A                 |       |
| --------- | ---------------------------------- | ----- |
| 4-3--1995 | Transvaal — New South Wales        | 21-18 |
| 4-3-1995  | Western Province — Otago           | 21-33 |
| 10-3-1995 | New South Wales — Otago            | 31-16 |
| 11-3-1995 | Transvaal — North Harbour          | 17-14 |
| 18-3-1995 | Western Province — Transvaal       | 15-13 |
| 19-3-1995 | North Harbour — New South Wales    | 6-6   |
| 25-3-1995 | New South Wales — Western Province | 23-21 |
| 25-3-1995 | Otago — North Harbour              | 35-12 |
| 1-4-1995  | North Harbour — Western Province   | 37-42 |
| 2-4-1995  | Otago — Transvaal                  | 18-27 |

|           | Risultati Girone B      |       |
| --------- | ----------------------- | ----- |
| 3-3-1995  | Queensland — Canterbury | 24-6  |
| 4-3-1995  | Free State — Auckland   | 21-15 |
| 11-3-1995 | Auckland — Queensland   | 15-31 |
| 12-3-1995 | Free State — Tonga      | 15-12 |
| 17-3-1995 | Auckland — Canterbury   | 27-22 |
| 17-3-1995 | Tonga — Queensland      | 20-32 |
| 25-3-1995 | Canterbury — Tonga      | 75-5  |
| 25-3-1995 | Queensland — Free State | 29-7  |
| 1-4-1995  | Canterbury — Free State | 35-42 |
| 1-4-1995  | Tonga — Auckland        | 25-37 |

#### Classifica girone A
|  |    | Squadra           | G | V | N | P | PF  | PS  | P±  | B | Pt |
|  | -- | ----------------- | - | - | - | - | --- | --- | --- | - | -- |
|  | 1. | Transvaal         | 4 | 3 | 0 | 1 | 78  | 65  | 13  | 1 | 13 |
|  | 2. | N. Galles del Sud | 4 | 2 | 1 | 1 | 78  | 64  | 14  | 1 | 11 |
|  | 3. | Western Province  | 4 | 2 | 0 | 2 | 99  | 106 | −7  | 1 | 9  |
|  | 4. | Otago             | 4 | 2 | 0 | 2 | 102 | 91  | 11  | 0 | 8  |
|  | 5. | North Harbour     | 4 | 0 | 1 | 3 | 69  | 100 | −31 | 2 | 4  |

#### Classifica girone B
|  |    | Squadra    | G | V | N | P | PF  | PS  | P±  | B | Pt |
|  | -- | ---------- | - | - | - | - | --- | --- | --- | - | -- |
|  | 1. | Queensland | 4 | 4 | 0 | 0 | 116 | 48  | 68  | 0 | 16 |
|  | 2. | Free State | 4 | 3 | 0 | 1 | 85  | 91  | −6  | 0 | 12 |
|  | 3. | Auckland   | 4 | 2 | 0 | 2 | 94  | 99  | −5  | 1 | 9  |
|  | 4. | Canterbury | 4 | 1 | 0 | 3 | 138 | 98  | 40  | 2 | 6  |
|  | 5. | Tonga      | 4 | 0 | 0 | 4 | 62  | 159 | −97 | 1 | 1  |

### Finale
| Arbitro: | Paddy O'Brien |

| |              | |
| x’ J. Roux | mt           | x’ Connors J. Little x’ Johnstone x’ D. Herbert |
| x’ De Beer | tr           | x’, x’ J. Eales |
| x’, x’ De Beer | c.p.         | x’ Eales |
| | drop         | x’ Kahl |
| · G. Johnson 15 · J. Van der Watt 14 · 1’ C. Scholtz 13 · H. Le Roux 12 · P. Hendricks 11 · J. De Beer 10 · J. Roux 9 · Charlie Rossouw 8 · R. Straeuli 7 · G. Combrinck 6 · H. Strydom 5 · K. Wiese 4 · I. Hattings 3 · Chris Rossouw 2 · B. Swart 1 | Formazioni   | · 15 M. Pini · 14 D. Smith · 13 D. Herbert · 12 J. Little · 11 P. Carozza · 10 P. Kahl · 9 P. Slattery 54’ · 8 T. Coker 9’ · 7 D. Wilson · 6 I. Tabua · 5 J. Eales · 4 R. McCall · 3 A. Blades · 2 M. Foley temp’ · 1 D. Crowley temp’ |
| · 1’ J. Mulder | Sostituzioni | · M. Connors 9’ · Johnstone 54’ · D. Barrett temp.’ · M. Ryan temp.’ |